# Landkreis Erding

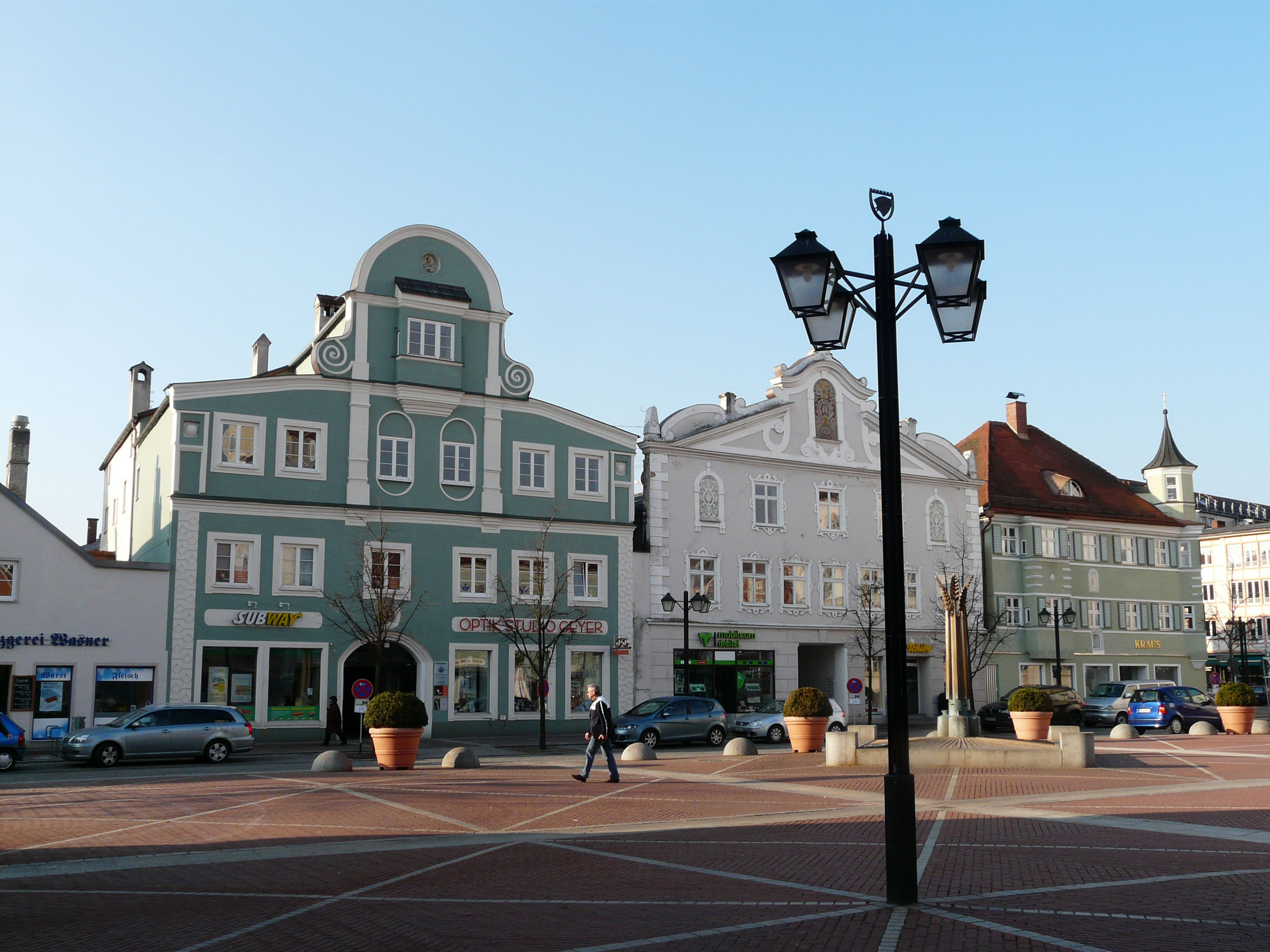
Schrannenplatz in Erding

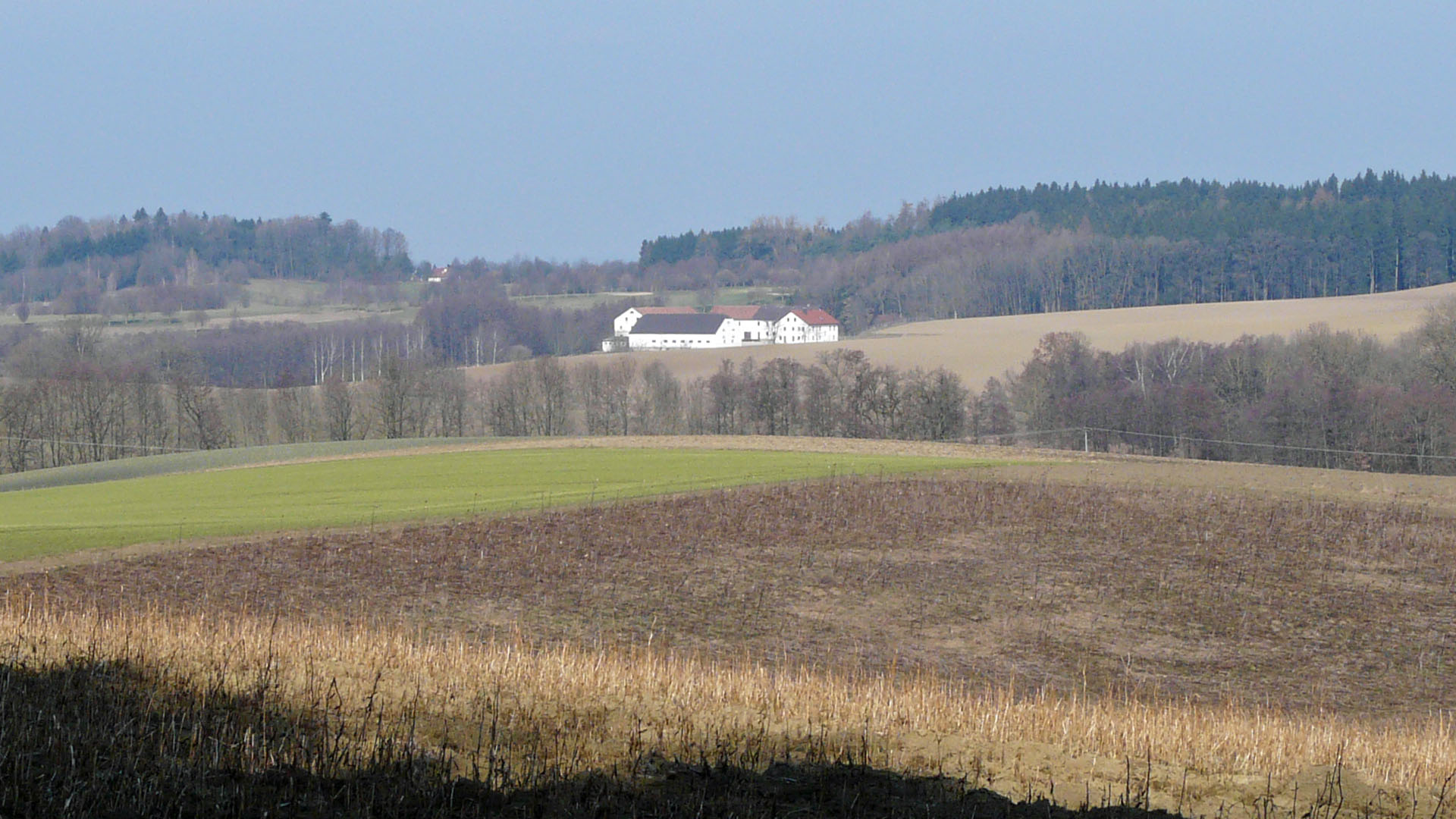
Im Erdinger Holzland bei Bockhorn

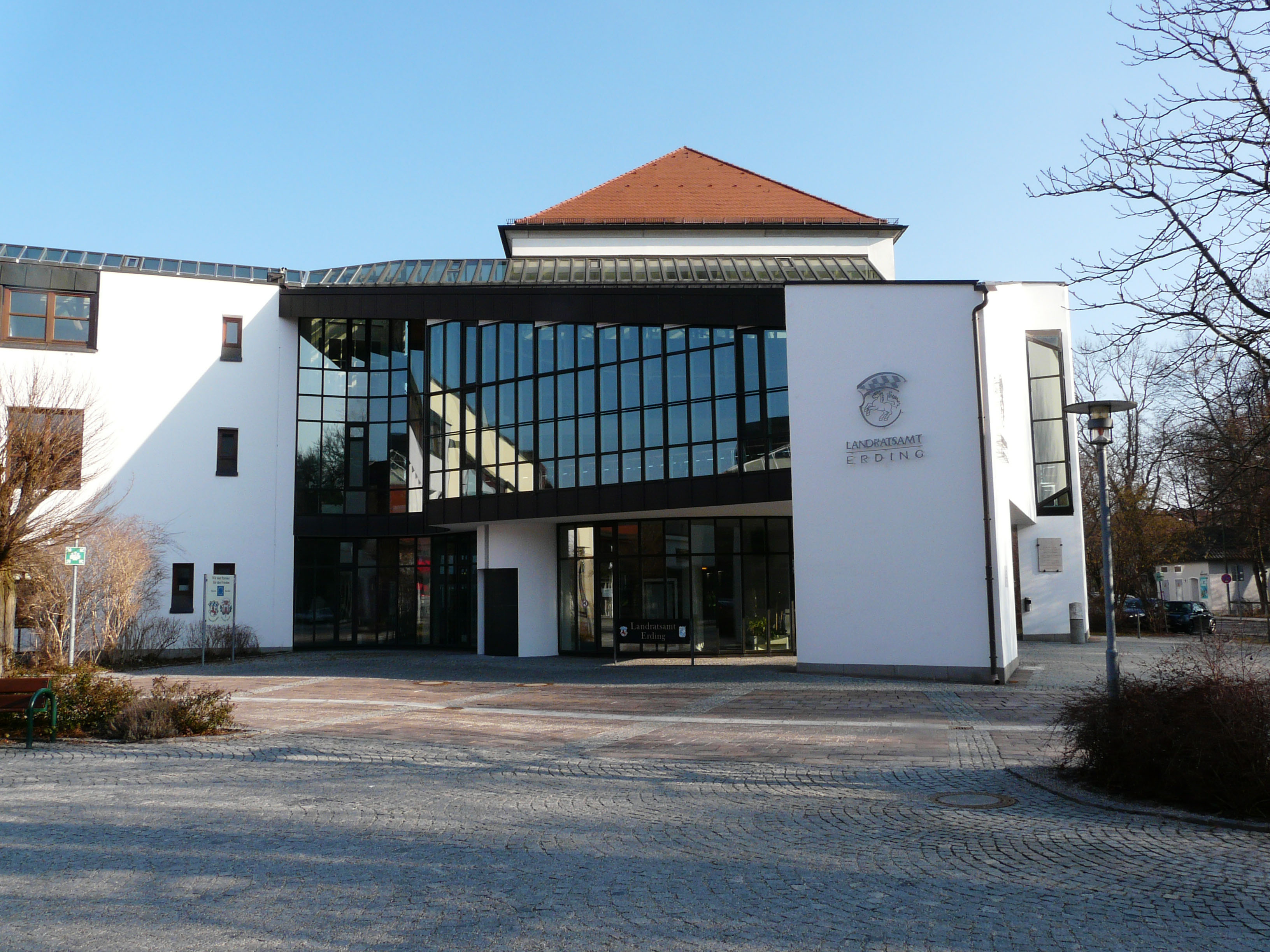
Landratsamt Erding

Der Landkreis Erding liegt im nordöstlichen Teil des Regierungsbezirkes Oberbayern.

## Geographie

### Lage
Der Landkreis Erding liegt etwa 30 Kilometer nordöstlich der Landeshauptstadt München. Dazwischen liegt ein Streifen des Landkreises München.

### Landschaftsformen
Das Gebiet des Landkreises Erding ist landschaftlich-geografisch nicht klar begrenzbar. Man unterscheidet drei Landschaftsformen: Das tertiäre Isar-Inn-Hügelland im Norden und Osten im Erdinger Holzland, das eiszeitliche Moränengebiet des Gattergebirges im Süden und Südosten sowie das Erdinger Moos als Fortsetzung der Münchner Schotterebene. Hier befindet sich noch das Naturschutzgebiet Viehlaßmoos.
Der Landkreis Erding liegt etwa zwischen 430 und 650 Metern über dem Meeresspiegel. Die mit  649 Metern höchste Erhebung befindet sich östlich von Lichtenweg in der Gemeinde Isen am südlichen Rand des Landkreises.

### Nachbarkreise
Der Landkreis grenzt im Uhrzeigersinn im Nordwesten beginnend an die Landkreise Freising, Landshut, Mühldorf am Inn, Ebersberg und München.

## Geschichte

### Bis 1800
Aus der Zeit um 7000 v. Chr. sind erste menschliche Spuren nachgewiesen; ca. 2000 v. Chr. entwickelte sich eine rege Siedlungstätigkeit. Die Viehzucht überwog gegenüber dem Ackerbau.
Um 500 v. Chr. siedelten die Kelten im jetzigen Landkreis. Um etwa 15 v. Chr. verleibten sich die Römer das Gebiet ein.
Die Römer hinterließen mehrere Straßenzüge, wie etwa den von Riegerau nach Langenpreising, der einen Teil der Fernverbindung Augsburg–Regensburg darstellt und den vom Chiemgau über Anzing, Altenerding, Langengeisling bis Berglern.
Im 5. Jahrhundert mussten die Römer den Germanen weichen und hinterließen Teile des römischen Straßennetzes. So gingen die Fernverbindungen Augsburg–Regensburg und die vom Chiemgau über Anzing, Altenerding, Langengeisling bis Berglern durch den heutigen Landkreis.
Bevorzugte Siedlungsgebiete waren in der Zeit ab dem 6. Jahrhundert die Flusstäler von Sempt und Strogen.
Zur Sicherung der Verbindung zwischen den Hauptorten München und Landshut gegen das Hochstift Freising wurde 1228 die Stadt Erding als herzoglicher Stützpunkt gegründet. In der Teilung Bayerns von 1255 kamen die Gerichte Erding und Dorfen zu Niederbayern.
In den Jahren 1503 und 1504 verwüstete der Landshuter Erbfolgekrieg das Land. Eine schwere konfessionelle Krise erwuchs dem Land Mitte des 16. Jahrhunderts, als sich der reichsunmittelbare Graf von Haag aus dem Geschlecht der Fraunberger, die in der Erdinger Gegend ihren Stammsitz hatten, der Reformation anschloss. In den Jahren nach dem Dreißigjährigen Krieg gelangte die Erdinger Bevölkerung zu bedeutendem Wohlstand. Die Herrschaft Burgrain mit dem Markt Isen gehörte bis 1803 zum Hochstift Freising.

### Landgerichte
1803 wurde das Landgericht Erding errichtet, das während der Reformen von Montgelas ab 1808 zum Isarkreis und ab 1838 zum Kreis Oberbayern gehörte. Das Leben richtete sich vorrangig nach München hin aus. 1858 wurden für 19 Gemeinden des Landgerichtsbezirks Erding das eigenständige Landgericht Dorfen errichtet.

### Bezirksamt
Das Bezirksamt Erding wurde im Jahr 1862 durch den Zusammenschluss des Landgerichts älterer Ordnung Erding mit dem 1858 aus 19 Gemeinden des Landgerichtsbezirks Erding neu gebildeten Landgerichtsbezirks Dorfen gebildet.
Zum 1. Januar 1880 traten die Gemeinden Finsing, Niederneuching und Oberneuching vom Bezirksamt Ebersberg zum Bezirksamt Erding über.
Am 1. Februar 1927 trat das Bezirksamt Erding die Gemeinde Pfrombach ans Bezirksamt Freising ab.
Am 1. Juli 1928 wurde das Bezirksamt Erding um die Gemeinde Ottenhofen des Bezirksamtes Ebersberg vergrößert.

### Landkreis
Am 1. Januar 1939 wurde wie überall im Deutschen Reich die Bezeichnung Landkreis eingeführt. So wurde aus dem Bezirksamt der Landkreis Erding.
Die Zeit nach dem Zweiten Weltkrieg war geprägt von Wiederaufbau und Eingliederung von rund zehntausend Heimatvertriebenen.
1971 wurde Eugen Preuss vom Landkreis für seine Verdienste als Heimatforscher der Ehrenring verliehen. Jahrzehnte später wurde publiziert, dass Preuss ein „überzeugter Nationalsozialist“ gewesen sei. Preuss initiierte den Kreisverein und die Schriftenreihe zur Erdinger Geschichte.
Bei der Gebietsreform in Bayern kamen die Gemeinde Schwindkirchen aus dem Landkreis Mühldorf am Inn sowie die Gemeinden Isen, Mittbach, Sankt Wolfgang und Schiltern aus dem aufgelösten Landkreis Wasserburg am Inn am 1. Juli 1972 zum Landkreis Erding hinzu. Am 1. Mai 1978 wurde der Gemeindeteil Goldach der Gemeinde Notzing des Landkreises Erding nach Hallbergmoos im Landkreis Freising umgemeindet. Damit erreichte der Landkreis Erding seine heutige Ausdehnung.
Am 17. Mai 1992 wurde der neue Flughafen München im Erdinger Moos eröffnet. In der Folge kam es zu einem spürbaren Anwachsen der Bevölkerung, einer konstant niedrigen Arbeitslosenquote und der Ansiedlung neuer Betriebe.
Der Landkreis Erding hat eine Partnerschaft mit dem französischen Bezirk Bastia auf Korsika.
Am 23. September 2008 erhielt der Kreis den von der Bundesregierung verliehenen Titel „Ort der Vielfalt“.

### Einwohnerstatistik
Der  Landkreis Erding gewann von 1988 bis 2008 rund 35.000 Einwohner hinzu bzw. wuchs um ca. 38 Prozent – die stärkste Bevölkerungszunahme eines Landkreises in Bayern im genannten Zeitraum. Zwischen 1988 und 2018 wuchs der Landkreis von 90.944 auf 137.660 um 46.716 Einwohner bzw. um 51,4 %, dem bayerischen Spitzenwert; vor allem im westlichen Landkreis verdoppelten mehrere ehemals ländliche Gemeinden zwischen München und Erding in Nähe zum Flughafen ihre Einwohner im genannten Zeitraum nahezu.

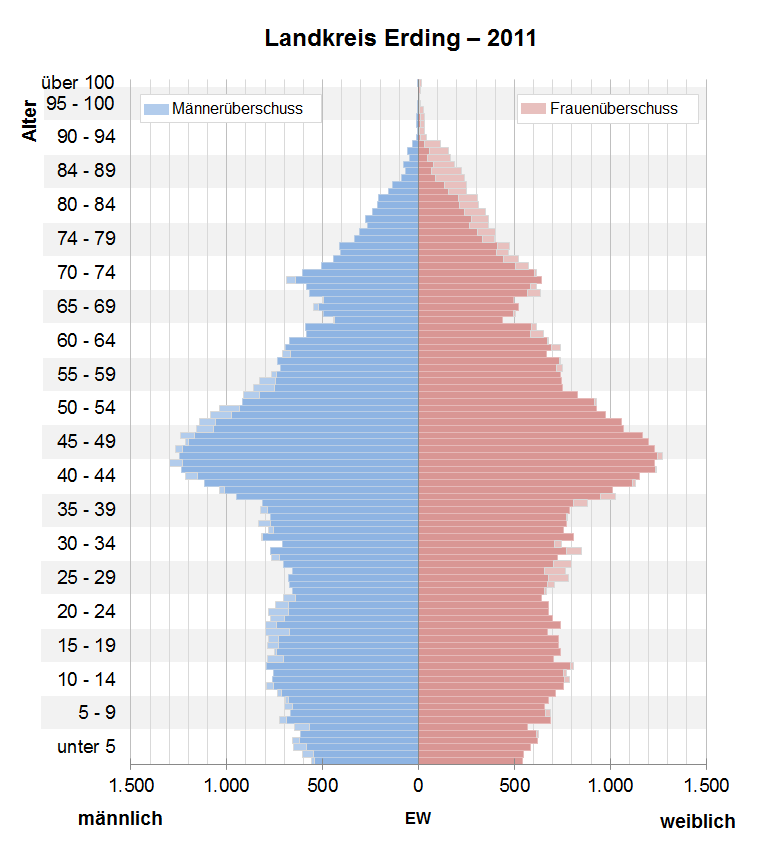
Bevölkerungspyramide für den Kreis Erding (Datenquelle: Zensus 2011)

Die nachfolgenden Einwohnerzahlen beziehen sich auf den Gebietsstand vom 25. Mai 1987:
| Stand | Einwohner |
| ----- | --------- |
| 1840  | 33.656    |
| 1871  | 41.186    |
| 1900  | 46.900    |
| 1925  | 51.158    |
| 1939  | 54.360    |
| 1950  | 73.189    |
| 1961  | 72.699    |
| 1970  | 78.975    |

| Stand | Einwohner |
| ----- | --------- |
| 1987  | 89.190    |
| 1991  | 97.048    |
| 1995  | 104.509   |
| 2000  | 115.939   |
| 2005  | 123.094   |
| 2010  | 127.011   |
| 2015  | 133.747   |
| 2020  | 138.891   |

### Religion
2011 waren von den damals 127.419 Landkreisbürgern 63,0 % (80.300) Katholiken. 2021 lebten im Kreis 139.622 Menschen, wovon 53,5 %  (74.733), ein Sechstel weniger als noch zehn Jahre zuvor. Dieser Trend der Kirchenferne nimmt immer mehr Fahrt auf. 2327 Einwohner (fast 2 % der Gesamtbevölkerung) sind im Jahr 2022 im Landkreis Erding ausgetreten – so viele wie noch nie.

## Politik

### Kreistag
Der Kreistag besteht aus 60 Mitgliedern. Die Kreistagswahl 2020 führte zu folgendem Ergebnis:
| Kreistagswahl 2020Wahlbeteiligung: 64,2 % (+5,8 %) %50403020100 40,218,917,18,17,84,32,41,3n. k. CSUFWGrüneSPDAfDÖDPFDPLinkeREPGewinne und Verlusteim Vergleich zu 2014 %p 8 6 4 2 0 −2 −4 −6 −8−6,9−0,5+6,8−4,4+7,8−0,5+0,1+1,3−3,7CSUFWGrüneSPDAfDÖDPFDPLinkeREP | Sitzverteilung im Kreistag Erding seit 2020Insgesamt 60 Sitze - Linke: 1 - SPD: 5 - Grüne: 10 - ÖDP: 3 - FW: 11 - FDP: 1 - CSU: 24 - AfD: 5 |

| Parteien und Wählergemeinschaften | Parteien und Wählergemeinschaften  | 2020   | 2020   | 2014   | 2014   | 2008   | 2008   | 2002   | 2002   | 1996   | 1996   |
| Parteien und Wählergemeinschaften | Parteien und Wählergemeinschaften  | %      | Sitze  | %      | Sitze  | %      | Sitze  | %      | Sitze  | %      | Sitze  |
| CSU                               | Christlich-Soziale Union in Bayern | 40,2   | 24     | 47,1   | 28     | 47,1   | 29     | 51,8   | 32     | 47,0   | 29     |
| FW                                | Freie Wähler Bayern                | 18,9   | 11     | 19,4   | 12     | 16,1   | 9      | 15,3   | 9      | 17,0   | 10     |
| Grüne                             | Grüne Bayern                       | 17,1   | 10     | 10,3   | 6      | 8,9    | 5      | 5,8    | 3      | 6,5    | 4      |
| SPD                               | SPD Bayern                         | 8,1    | 5      | 12,5   | 8      | 13,5   | 9      | 15,4   | 10     | 16,1   | 10     |
| AfD                               | AfD Bayern                         | 7,8    | 5      | –      | –      | –      | –      | –      | −      | –      | −      |
| ÖDP                               | Ökologisch–Demokratische Partei    | 4,3    | 3      | 4,8    | 3      | 5,1    | 3      | 4,8    | 3      | 6,0    | 3      |
| FDP                               | FDP Bayern                         | 2,4    | 1      | 2,3    | 1      | 4,1    | 2      | 2,3    | 1      | 1,8    | 1      |
| Linke                             | Die Linke Bayern                   | 1,3    | 1      | –      | –      | –      | –      | –      | −      | –      | −      |
| REP                               | Die Republikaner                   | –      | −      | 3,7    | 2      | 5,2    | 3      | 4,6    | 2      | 5,7    | 3      |
| gesamt                            | gesamt                             | 100,1  | 60     | 100,1  | 60     | 100,0  | 60     | 100,0  | 60     | 100,1  | 60     |
| Wahlbeteiligung                   | Wahlbeteiligung                    | 64,2 % | 64,2 % | 58,4 % | 58,4 % | 63,7 % | 63,7 % | 66,0 % | 66,0 % | 71,6 % | 71,6 % |

### Bezirksamtmänner/-oberamtmänner bis 1938, ab 1939 Landräte
| - 1909–1931: Joseph Keidel - 1931–1937: Heinrich Schricker - 1937–1938: Emil Schick - 1938–1939: Josef Palmano - 1939–1943: Konrad Häfner (NSDAP) zunächst vom 7. Juni 1939 an kommissarisch - 1943–1945: Franz Seyfferth - 1945 (kommissarisch): Max Lehmer (CSU) - 1946 (kommissarisch): Alfred Riedl - 1946–1948: Max Lehmer - 1948–1964: Herbert Weinberger - 1964–1978: Simon Weinhuber (BP) - 1978–1986: Johann „Hans“ Zehetmair (CSU) - 1986–2002: Xaver Bauer - seit 2002 Martin Bayerstorfer (CSU) |

Martin Bayerstorfer gewann die Landrats-Stichwahl am 29. März 2020 mit 53,19 %. Im ersten Wahlgang konnte er sich zunächst nicht gegen Hans Schreiner durchsetzen, der als Gemeinschaftskandidat für Freie Wähler, Grüne und SPD 45,53 % erzielte und bis zur Kommunalwahl 2020 Bürgermeister von Bockhorn war.

### Wappen und Flagge
Das Wappen des Landkreises Erding wurde am 9. Oktober 1953 festgelegt und am 31. Oktober 1972 bestätigt.
| Wappen des Landkreises Erding | Blasonierung: „Unter einem Schildhaupt mit den bayerischen Rauten in Silber ein aufspringendes, goldbewehrtes rotes Pferd.“ |
| Wappen des Landkreises Erding | Wappenbegründung: Das Ross im Wappen hat eine doppelte Bedeutung. Der Landkreis war lange Zeit der pferdereichste Bezirk Bayerns. Das springende Ross war ferner das Wappenzeichen der reichsunmittelbaren Grafschaft Haag, das auf das Siegel der Gurren zu Haag in der ersten Hälfte des 13. Jahrhunderts zurückgeht – das Stammschloss Fraunberg ihrer gräflichen Nachfolger seit 1245 liegt im Landkreis Erding. Die Rauten beziehen sich auf das herzogliche Gericht Erding. Zu seinen Hauptorten zählte Wartenberg, das vor der Errichtung der landesherrlichen Residenzen Landshut und München ein Burgsitz der wittelsbachischen Grafen und späteren Herzöge gewesen war. Neben dem Wappen führt der Landkreis eine Flagge mit den Farben Weiß-Rot-Gelb. |

## Wirtschaft und Infrastruktur

### Wirtschaft

Logo des Erdinger Weißbräu

Der Landkreis Erding zeigt ein vorwiegend ländliches Bild, in dem sich Landwirtschaft, Handwerk und gewerblicher Mittelstand ergänzen. Im Zukunftsatlas 2016 belegte der Landkreis Erding Platz 34 von 402 in Deutschland, 2019 lag er auf Platz 60 von 401.
Durch die Eröffnung des neuen Flughafens im Erdinger Moos im Jahre 1992 kam es zu einem spürbaren Anwachsen der Bevölkerung und der Ansiedlung neuer Betriebe.
Die Brauerei Erdinger Weißbräu hat ihren Sitz in dem Landkreis.

### Straßenverkehr
Im Nordwesten durchquert die A 92 von München über Landshut nach Deggendorf einen Teil des Landkreises und mit der Verkehrsfreigabe des Teilstücks Forstinning – Pastetten am 31. August 2011 erreichte auch die lange Jahre umstrittene und bis in letzte Instanzen beklagte A 94 von München über Mühldorf nach Passau die südwestliche Region des Landkreises. Nach deren Verkehrsfreigabe am 1. Oktober 2019 führt diese in östlicher Richtung durch das Isental weiter über Lengdorf, Dorfen und Schwindkirchen in den Nachbarlandkreis Mühldorf am Inn.
Des Weiteren durchziehen zwei Bundesstraßen den Landkreis, die B 15 Regensburg – Haag – Rosenheim in Nord-Süd-Richtung und die B 388 Ismaning – Eggenfelden – Passau – Wegscheid in west-östlicher Richtung. Die seit langem auch im östlichen Landkreis Erding diskutierte bzw. geplante Bundesstraße 15n, die letztlich Regensburg über Landshut mit Rosenheim verbinden soll, ist Gegenstand heftiger Diskussionen und derzeit südlich von Landshut nicht in Sicht. Dem Durchgangsverkehr im Landkreis dienen außerdem 10 Staatsstraßen und 29 Kreisstraßen.

### Schienenverkehr
Die Verkehrsbelastung der Stadt Erding hat seit der Eröffnung des Flughafens massiv zugenommen. Der frühestens 2027 vollendete, seit Jahrzehnten geplante Erdinger Ringschluss in Kombination mit der Regionalbahn-Anbindung, durch die die Schienenanbindung des Flughafens München aus Ost- und Südbayern verbessert werden soll, soll hier Entlastung bringen.

#### Nahverkehr
Im Landkreis Erding sind alle Bahnstrecken von der Bayerischen Staatsbahn erbaut worden.
Seit 1871 durchquert ihn die Hauptbahn München–Simbach. An ihr liegen auf Landkreisgebiet die Stationen Hörlkofen, Walpertskirchen, Thann-Matzbach und Dorfen. Die hier verkehrenden Züge erlauben eine schnelle Verbindung Richtung München, allerdings nur im Stundentakt, mit einzelnen zusätzlichen Zügen in der Hauptverkehrszeit.
Von dieser Hauptstrecke zweigt in Markt Schwaben im Landkreis Ebersberg die Stichbahn nach Erding ab. Sie wurde 1872 eröffnet und wird heute von der S-Bahnlinie S2 befahren. Im Landkreis liegen die Stationen Ottenhofen, St. Koloman, Aufhausen, Altenerding und Erding. Die S2 gilt nicht zuletzt wegen ihres immer noch eingleisigen Abschnitts auf der eben genannten Stichbahn als Ärgernis für Berufspendler.
Weitere Lokalbahnstrecken waren an die Hauptbahn angeschlossen:
- 1898: Dorfen – Moosen – Velden
- 1900: Thann-Matzbach – Haag

Auf beiden, insgesamt 31 Kilometer langen, Bahnen wurde der Personenverkehr 1968 eingestellt.

## Gemeinden
(Einwohner am 31. Dezember 2024)
| Städte: 1. Dorfen (14.759) 2. Erding, Große Kreisstadt (37.171) Weitere Gemeinden: 1. Berglern (2945) 2. Bockhorn (4031) 3. Buch a.Buchrain (1653) 4. Eitting (3057) 5. Finsing (4740) 6. Forstern (3683) 7. Fraunberg (3914) 8. Hohenpolding (1654) 9. Inning a.Holz (1562) 10. Kirchberg (1170) 11. Langenpreising (2887) 12. Lengdorf (2742) 13. Moosinning (6083) 14. Neuching (2789) 15. Oberding (6251) 16. Ottenhofen (1953) 17. Pastetten (2818) 18. Sankt Wolfgang (4557) 19. Steinkirchen (1349) 20. Taufkirchen (Vils) (10.652) 21. Walpertskirchen (2140) 22. Wörth (4409) | Märkte: 1. Isen (5619) 2. Wartenberg (5539) Verwaltungsgemeinschaften: 1. Hörlkofen (mit Sitz in Wörth; Mitgliedsgemeinden: Walpertskirchen und Wörth) 2. Oberding (Gemeinden Eitting und Oberding) 3. Oberneuching (mit Sitz in Neuching; Mitgliedsgemeinden: Neuching und Ottenhofen) 4. Pastetten (Gemeinden Buch a.Buchrain und Pastetten) 5. Steinkirchen (Gemeinden Hohenpolding, Inning a.Holz, Kirchberg und Steinkirchen) 6. Wartenberg (Markt Wartenberg sowie Gemeinden Berglern und Langenpreising) |

### Gemeinden vor der Gebietsreform 1971/78
Vor der Gebietsreform hatte der Landkreis Erding 47 Gemeinden (siehe Liste unten). Im Jahr 1900 waren es noch eine mehr. Pfrombach wurde 1927 in das Bezirksamt Freising umgegliedert. Die Gemeinde Hubenstein wurde am 1. Oktober 1925  nach Moosen (Vils) eingemeindet. Die Gemeinde Ottenhofen wurde 1928 vom Bezirksamt Ebersberg in das Bezirksamt Erding umgegliedert.
Im Norden grenzte der Landkreis an den Landkreis Landshut, im Nordosten an den Landkreis Vilsbiburg, im Osten an den Landkreis Mühldorf am Inn, im Südosten an den Landkreis Wasserburg am Inn, im Süden an den Landkreis Ebersberg, im Westen an den Landkreis München und im Nordwesten an den Landkreis Freising.
Die Gemeinden des Landkreises Erding vor der Gemeindereform 1971/78: (Die Gemeinden, die es heute noch gibt, sind fett geschrieben.)

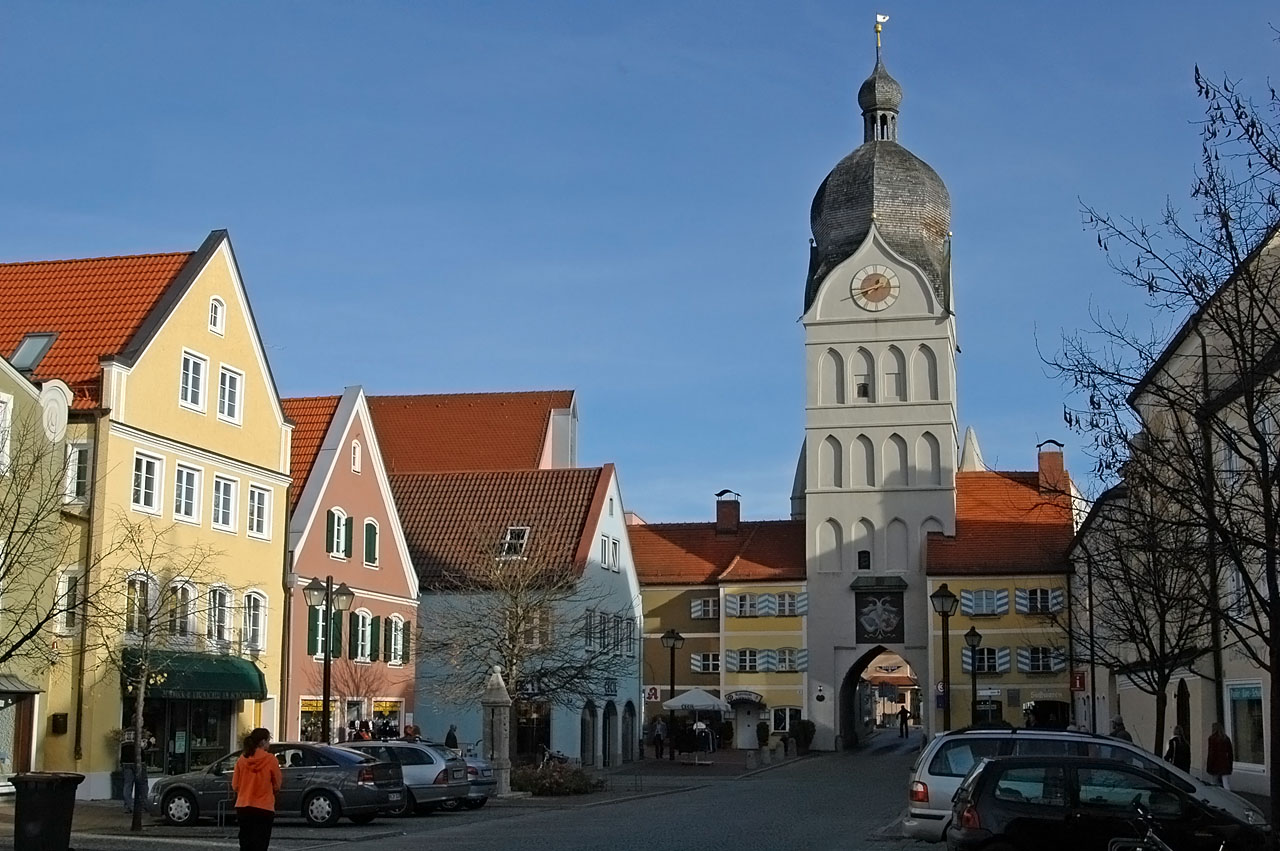
Erding

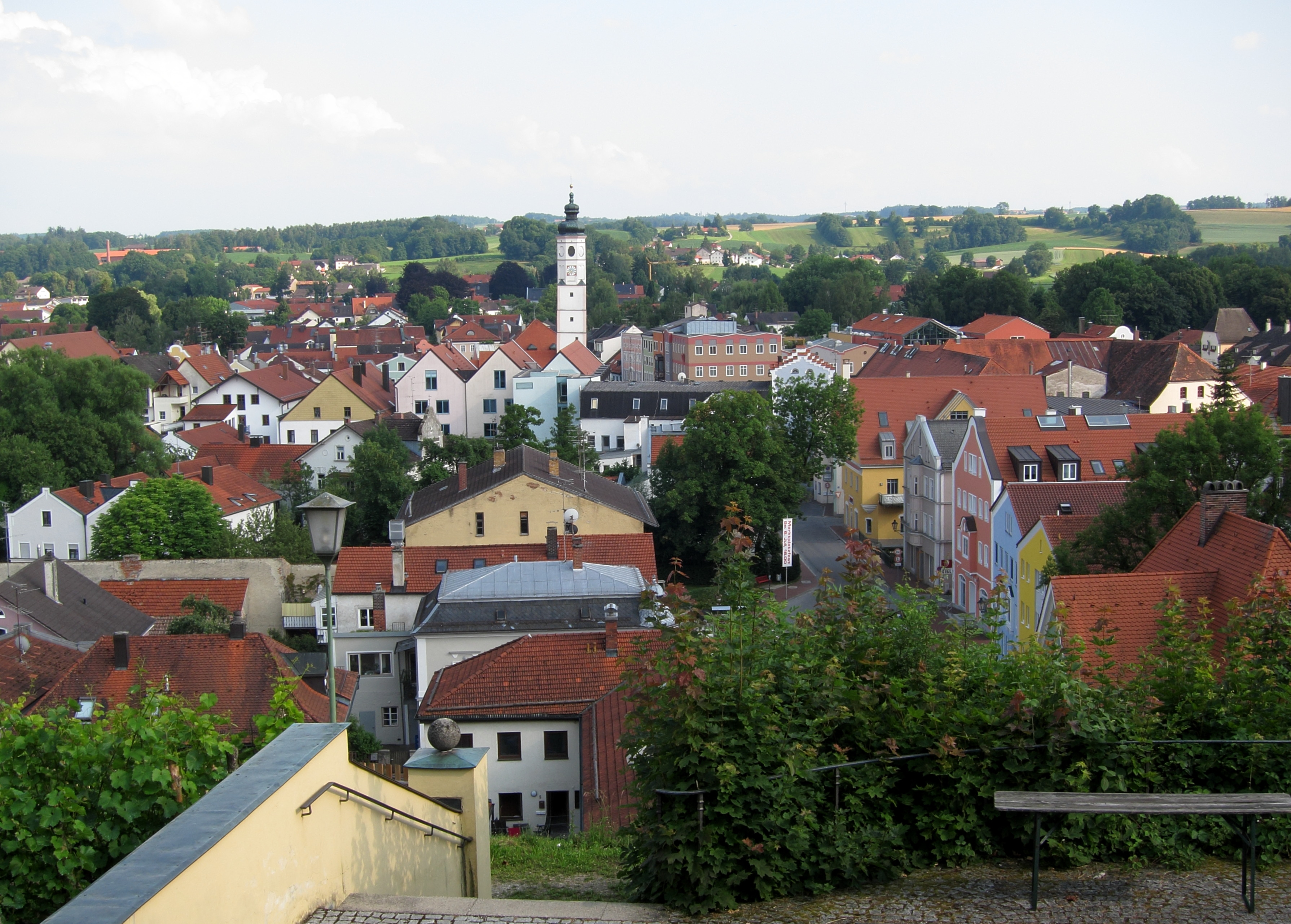
Dorfen

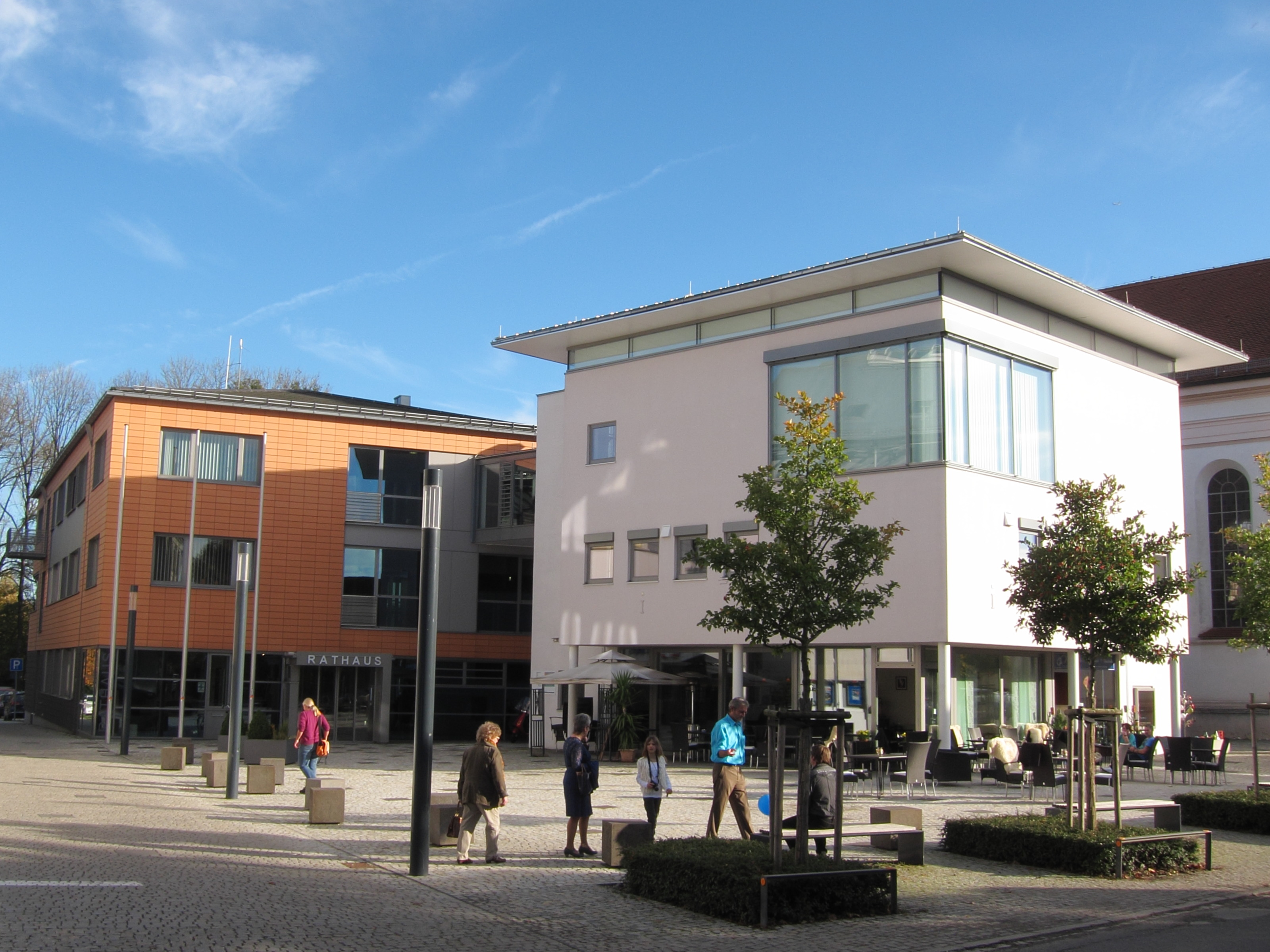
Taufkirchen (Vils)

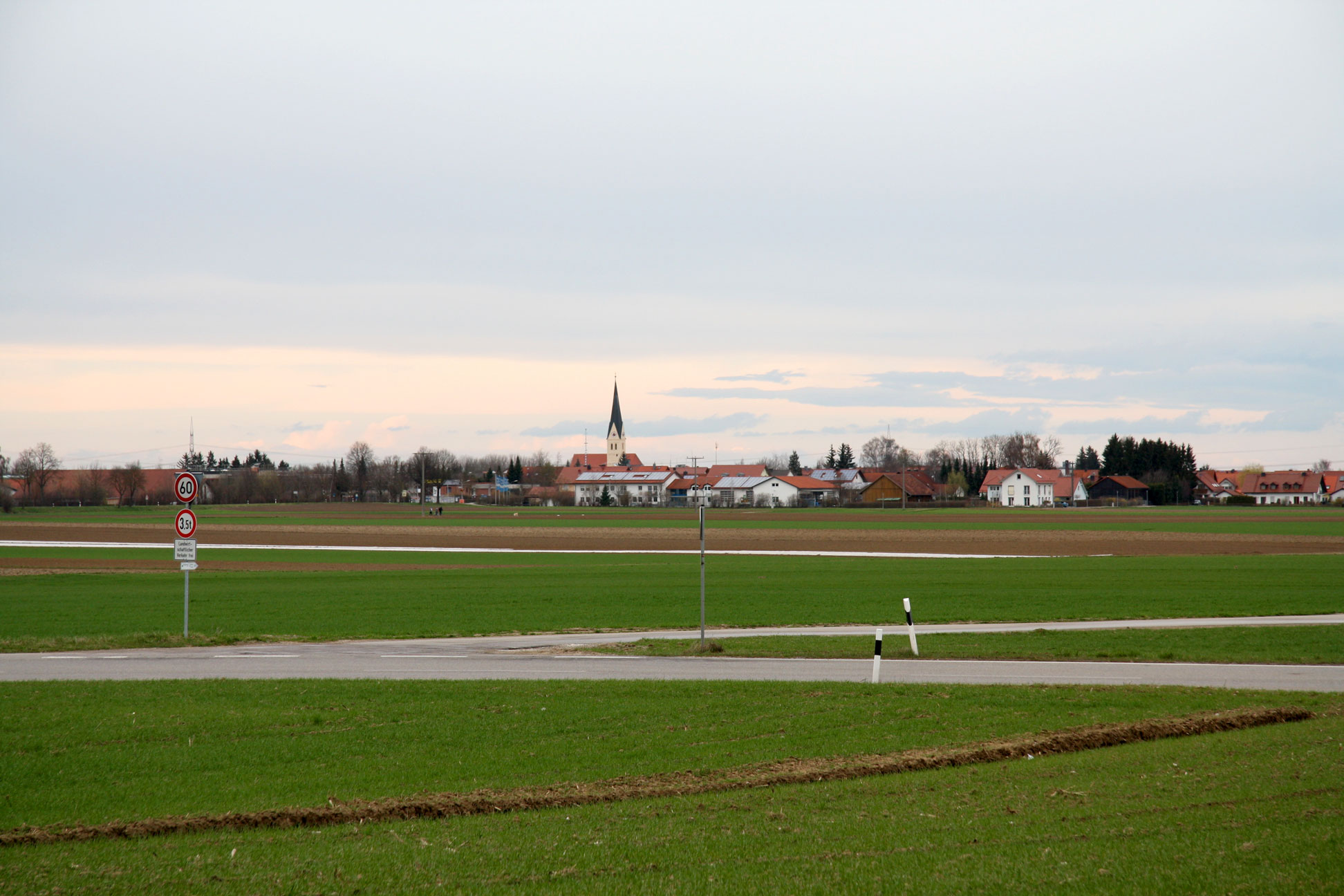
Oberding

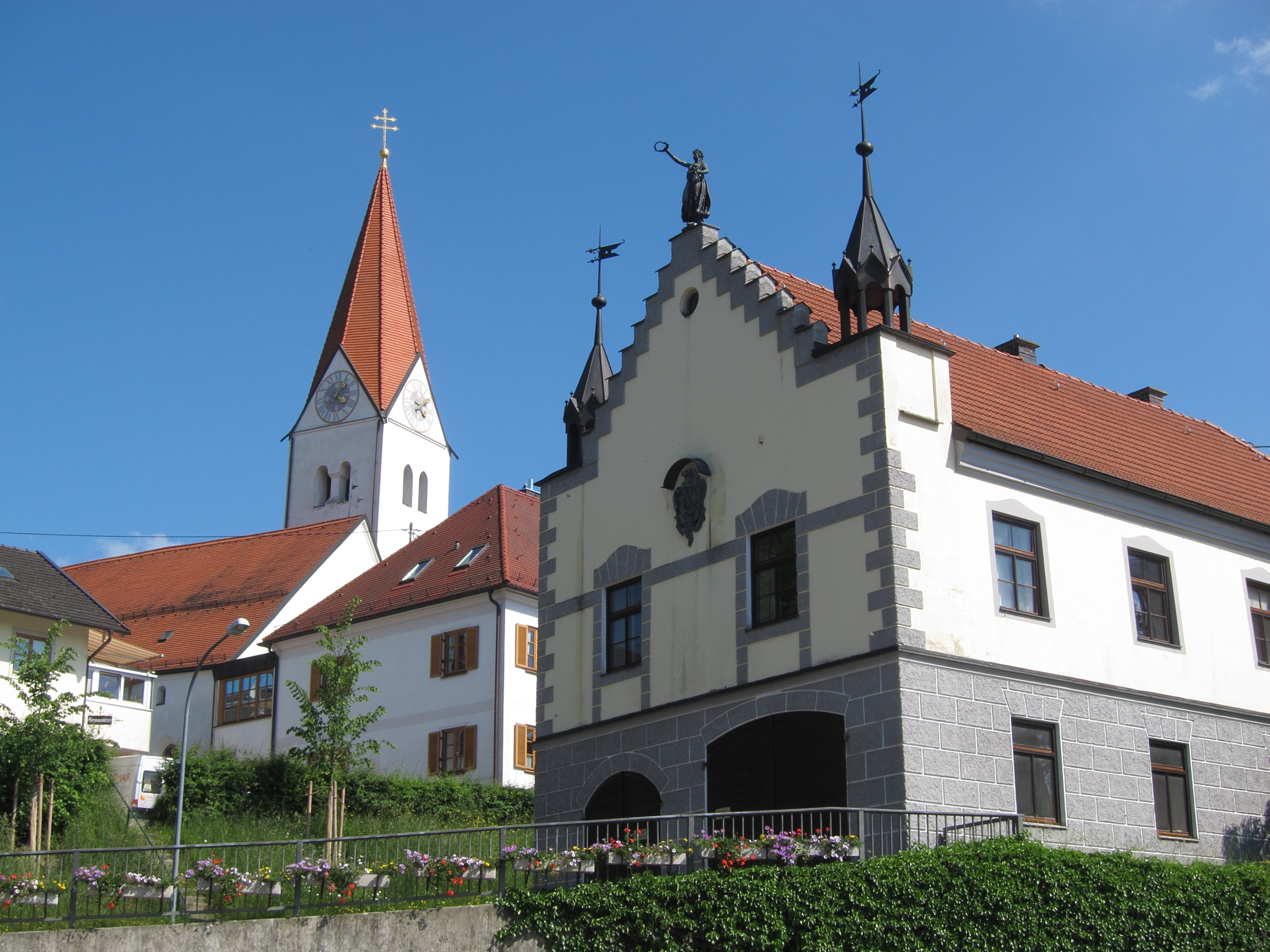
Isen

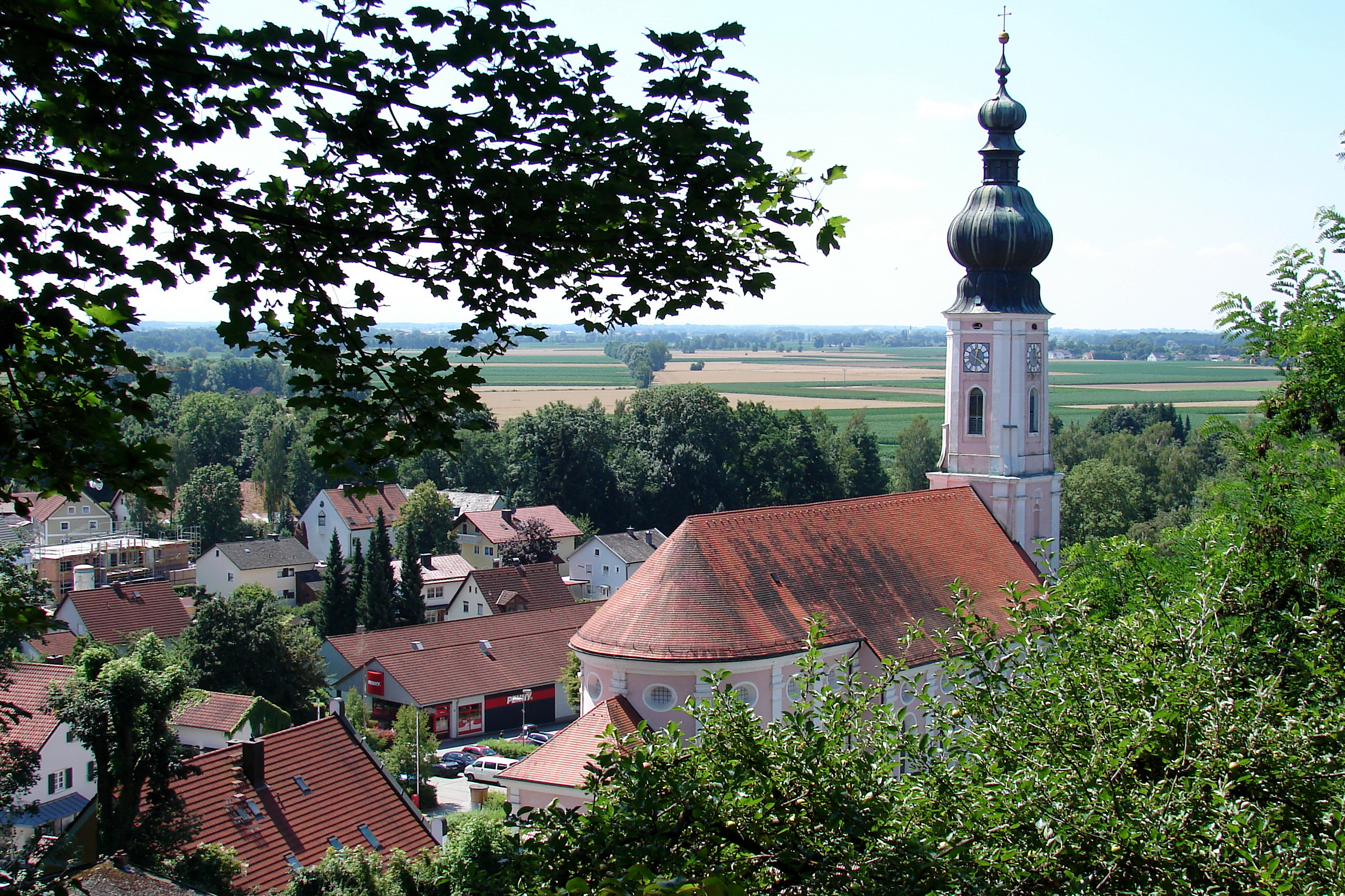
Wartenberg

Sankt Wolfgang

| frühere Gemeinde                                       | heutige Gemeinde                   | heutiger Landkreis                               |
| ------------------------------------------------------ | ---------------------------------- | ------------------------------------------------ |
| Altenerding                                            | Erding                             | Landkreis Erding                                 |
| Auerbach                                               | Wartenberg                         | Landkreis Erding                                 |
| Berglern                                               | Berglern                           | Landkreis Erding                                 |
| Bockhorn                                               | Bockhorn                           | Landkreis Erding                                 |
| Buch am Buchrain                                       | Buch am Buchrain                   | Landkreis Erding                                 |
| Dorfen (seit 1954 Stadt)                               | Dorfen                             | Landkreis Erding                                 |
| Eibach                                                 | Dorfen                             | Landkreis Erding                                 |
| Eitting                                                | Eitting                            | Landkreis Erding                                 |
| Erding (Stadt)                                         | Erding                             | Landkreis Erding                                 |
| Eschlbach                                              | Bockhorn                           | Landkreis Erding                                 |
| Finsing                                                | Finsing                            | Landkreis Erding                                 |
| Forstern                                               | Forstern                           | Landkreis Erding                                 |
| Fraunberg                                              | Fraunberg                          | Landkreis Erding                                 |
| Gebensbach                                             | Taufkirchen (Vils)                 | Landkreis Erding                                 |
| Grünbach                                               | Bockhorn                           | Landkreis Erding                                 |
| Grüntegernbach                                         | Dorfen                             | Landkreis Erding                                 |
| Hausmehring                                            | Dorfen                             | Landkreis Erding                                 |
| Hofkirchen                                             | Taufkirchen (Vils)                 | Landkreis Erding                                 |
| Hofstarring                                            | Steinkirchen                       | Landkreis Erding                                 |
| Hohenpolding                                           | Hohenpolding                       | Landkreis Erding                                 |
| Inning am Holz                                         | Inning am Holz                     | Landkreis Erding                                 |
| Kirchberg                                              | Kirchberg                          | Landkreis Erding                                 |
| Langengeisling                                         | Erding                             | Landkreis Erding                                 |
| Langenpreising                                         | Langenpreising                     | Landkreis Erding                                 |
| Lengdorf                                               | Lengdorf                           | Landkreis Erding                                 |
| Matzbach                                               | Lengdorf                           | Landkreis Erding                                 |
| Moosen (Vils)                                          | Taufkirchen (Vils)                 | Landkreis Erding                                 |
| Moosinning                                             | Moosinning                         | Landkreis Erding                                 |
| Niederneuching                                         | Neuching                           | Landkreis Erding                                 |
| Notzing                                                | teils Oberding, teils Hallbergmoos | teils Landkreis Erding, teils Landkreis Freising |
| Oberding                                               | Oberding                           | Landkreis Erding                                 |
| Oberneuching                                           | Neuching                           | Landkreis Erding                                 |
| Ottenhofen (gehörte bis 1928 zum Bezirksamt Ebersberg) | Ottenhofen                         | Landkreis Erding                                 |
| Pastetten                                              | Pastetten                          | Landkreis Erding                                 |
| Reichenkirchen                                         | Fraunberg                          | Landkreis Erding                                 |
| Salmannskirchen                                        | Bockhorn                           | Landkreis Erding                                 |
| Steinkirchen                                           | Steinkirchen                       | Landkreis Erding                                 |
| Sulding                                                | Hohenpolding                       | Landkreis Erding                                 |
| Taufkirchen (Vils)                                     | Taufkirchen (Vils)                 | Landkreis Erding                                 |
| Thalheim                                               | Fraunberg                          | Landkreis Erding                                 |
| Walpertskirchen                                        | Walpertskirchen                    | Landkreis Erding                                 |
| Wambach                                                | Taufkirchen (Vils)                 | Landkreis Erding                                 |
| Wartenberg (Markt)                                     | Wartenberg                         | Landkreis Erding                                 |
| Wasentegernbach                                        | Dorfen                             | Landkreis Erding                                 |
| Watzling                                               | Dorfen                             | Landkreis Erding                                 |
| Wörth                                                  | Wörth                              | Landkreis Erding                                 |
| Zeilhofen                                              | Dorfen                             | Landkreis Erding                                 |

## Schutzgebiete
Im Landkreis befinden sich Stand April 2016 acht Naturschutzgebiete, neun Landschaftsschutzgebiete, sieben FFH-Gebiete und mindestens vier vom Bayerischen Landesamt für Umwelt ausgewiesene Geotope. Außerdem liegt ein Teil des Großschutzgebietes Naturwald Auwälder an der mittleren Isar im Landkreis.

## Kfz-Kennzeichen
Am 1. Juli 1956 wurde dem Landkreis bei der Einführung der bis heute gültigen Kfz-Kennzeichen das Unterscheidungszeichen ED zugewiesen. Es wird durchgängig bis heute ausgegeben.